# سيين سونيتوس دي آمور
Cien sonetos de amor (بالإسبانية: «مئة سونيتة حب») هي مجموعة شعرية كتبها الشاعر التشيلي بابلو نيرودا، الحائز على جائزة نوبل في الأدب عام 1971. نُشرت المجموعة لأول مرة في الأرجنتين عام 1959، وتتضمن مئة سوناتة كلاسيكية تدور حول الحب والرغبة والحنين. أهدى نيرودا هذه المجموعة إلى ماتيلدي أوروتيا، التي أصبحت لاحقًا زوجته الثالثة وملهمته الشعرية. تُقسم السوناتات إلى أربع مراحل تمثل أوقات اليوم: الصباح، بعد الظهر، المساء، والليل، ما يعكس تطور المشاعر وتنوعها عبر الزمن. تُعتبر المجموعة من أبرز أعمال نيرودا الرومانسية وأكثرها شهرة عالميًا.
تمت ترجمة "مئة سونيتة حب" إلى اللغة الإنجليزية عدة مرات من قبل عدد من المترجمين والباحثين. تُعد الترجمة الإنجليزية التي أنجزها ستيفن تابسكوت، والتي نُشرت عام 1986، من أكثر الترجمات شهرة وانتشارًا. [بحاجة لمصدر] وفي عام 2004، قام المترجم غوستافو إسكوبيدو بترجمة السوناتات كاملة بمناسبة الذكرى المئوية لميلاد بابلو نيرودا، مسلطًا الضوء على الأبعاد العاطفية والجمالية لأشعاره. وقد ساهمت هذه الترجمات في إدخال أعمال نيرودا إلى جمهور أوسع من القراء الناطقين بالإنجليزية، وعززت من مكانته كأحد أبرز شعراء الحب في القرن العشرين.

## السوناتة السادسة
Lost in the forest, I broke off a dark twig

and lifted its whisper to my thirsty lips:

maybe it was the voice of the rain crying,

a cracked bell, or a torn heart.

Something from far off: it seemed

deep and secret to me, hidden by the earth,

a shout muffled by huge autumns,

by the moist half-open darkness of the leaves.

Wakening from the dreaming forest there, the hazel-sprig

sang under my tongue, its drifting fragrance

climbed up through my conscious mind

as if suddenly the roots I had left behind

cried out to me, the land I had lost with my childhood—

and I stopped, wounded by the wandering scent.
تمت ترجمة "مئة سونيتة حب" إلى اللغة الإنجليزية عدة مرات، وتُعد الترجمة التي أنجزها ستيفن تابسكوت من أبرزها. نُشرت هذه الترجمة لأول مرة عام 1986، وتميزت بالحفاظ على البنية الكلاسيكية للـسونيتات، إلى جانب نقلها الدقيق للشحنة العاطفية والرمزية التي يتسم بها النص الأصلي بالإسبانية. ساهمت هذه الترجمة بشكل ملحوظ في تعزيز شهرة بابلو نيرودا في الأوساط الأدبية الناطقة بالإنجليزية، ووسّعت من انتشار قصائده الرومانسية عالميًا.

## في الثقافة الشعبية
- في فيلم Patch Adams للمخرج توم شادياك عام 1998، تم استخدام السوناتة السابعة عشرة في مراحل مختلفة من الفيلم، وخاصة في مشهد الجنازة الرئيسي.
- تم الإشارة إلى Sonnet XII في فيلم Bollywood/Hollywood لعام 2002 للمخرجة ديبا ميهتا عندما التقى راؤول لأول مرة بسو/سونيتا في البار، وفي وقت لاحق عندما تلا القصيدة من أجل الفوز بالبطلة في مشهد شرفة على طراز روميو وجولييت .
- تم تلاوة السوناتة السابعة والعشرون والإشارة إليها في حلقة "الرجل العاري" في الموسم الرابع من مسلسل كيف قابلت أمك .
- تمت الإشارة إلى Sonnet XVII في فيلم Chemical Hearts لعام 2020